# Comunità ebraiche italiane
La presenza di comunità ebraiche italiane è attestata sin dall'epoca romana. Nel corso dei secoli la demografia e la geografia delle comunità hanno avuto delle variazioni significative, in relazione a fenomeni di espulsione o di migrazione. Sono oggi ufficialmente 21 le comunità ebraiche presenti sul territorio italiano. Di numerose altre (oggi non più attive) si preservano la memoria storica e le tracce (spesso di grande rilevanza) del patrimonio artistico e culturale da esse prodotto.  

## Comunità ebraiche attive
Esistono oggi ventuno "comunità ebraiche italiane" riunite nell'Unione delle Comunità Ebraiche Italiane (UCEI). Per appartenere ad una comunità è sufficiente vivere in una "circoscrizione", cioè nel territorio dipendente dalla comunità in questione In taluni casi all'interno della circoscrizione sono presenti una o più "sezioni" formate da gruppi ebraici consistenti residenti al di fuori della sede principale della comunità. Queste sezioni possono essere organizzate come piccole comunità con tanto di delegati, segreteria e luoghi di culto, ma il più delle volte hanno solo semplici funzioni elettorali.
La lista seguente include l'elenco delle 21 comunità, con l'indicazione delle relative circoscrizioni e della loro attuale consistenza numerica.  

### Italia settentrionale

#### Piemonte e Valle d'Aosta
- Torino (Regione Valle d'Aosta, Province di Alessandria, Asti, Cuneo e Torino), 1.280
  - sezioni di Acqui Terme, Alessandria, Asti, Carmagnola, Cherasco, Chieri, Cuneo, Ivrea, Mondovì, Saluzzo.

- Vercelli (Province di Novara e Vercelli), 36
  - sezione di Biella

- Casale Monferrato (ex circondario di Casale), 10 ca.

#### Liguria
- Genova, 650-700 ca.
  - sezione della Spezia, 53

#### Lombardia
- Milano (Province di Como, Milano, Pavia, Sondrio, Varese), 8.000-12.000 ca.
- Mantova (Province di Bergamo, Brescia, Cremona e Mantova), 120

#### Emilia-Romagna
- Bologna (Provincia di Bologna), 220
- Modena (Province di Modena e Reggio Emilia), 114
  - sezione di Reggio Emilia
- Ferrara (Province di Ferrara, Forlì-Cesena e Ravenna), 100
- Parma (Province di Parma e Piacenza), 21
  - sezione di Soragna

#### Trentino-Alto Adige
- Merano, 50-60

#### Veneto
- Venezia (Province di Belluno, Treviso e Venezia), 540-600
- Padova (Province di Padova e Rovigo), 200
- Verona (Province di Verona e Vicenza), 120

#### Friuli-Venezia Giulia
- Trieste, 630-700
  - sezione di Gorizia e Udine

### Italia centrale e Sardegna

#### Marche
- Ancona, 200
  - sezione di Senigallia
  - sezione di Urbino

#### Toscana
- Firenze (Province di Arezzo, Firenze, Massa Carrara, Pistoia e Siena), 950 ca.
  - sezione di Siena, 60
- Livorno (Province di Grosseto e Livorno), 500 ca.
  - sezione di Grosseto
  - sezione di Pitigliano, 3
- Pisa ( Province di Lucca e Pisa), 85
  - sezione di Lucca, 18
  - sezione di Viareggio, 60

#### Umbria, Lazio, Abruzzo e Sardegna
- Roma, 13.500-20.000 ca.

### Italia meridionale e Sicilia
- Napoli (Regioni Campania, Molise, Puglia, Basilicata, Calabria e Sicilia), 200
  - sezioni di Trani, San Nicandro Garganico, Palermo

## Comunità ebraiche non più attive o estinte
Comunità ebraiche italiane un tempo fiorenti sono oggi non più attive (a causa del limitato numero di membri) o del tutto estinte (specie nell'Italia meridionale, fino alle espulsioni del XVI secolo luogo privilegiato della presenza ebraica in Italia). La seguente lista ne fornisce memoria, regione per regione:

### Italia settentrionale

#### Valle d'Aosta
- Comunità ebraica di Aosta

#### Piemonte[6]
- Comunità ebraica di Fossano
- Comunità ebraica di Moncalvo
- Comunità ebraica di Nizza Monferrato
- Comunità ebraica di Savigliano
- Comunità ebraica di Trino

#### Lombardia[7]
- Comunità ebraica di Bozzolo
- Comunità ebraica di Ostiano
- Comunità ebraica di Pomponesco
- Comunità ebraica di Rivarolo Mantovano
- Comunità ebraica di Sabbioneta
- Comunità ebraica di Soncino
- Comunità ebraica di Viadana

#### Veneto[8]
- Comunità ebraica di Castelfranco Veneto
- Comunità ebraica di Ceneda
- Comunità ebraica di Conegliano
- Comunità ebraica di Oderzo
- Comunità ebraica di Portobuffolé
- Comunità ebraica di Rovigo
- Comunità ebraica di Treviso

#### Trentino-Alto Adige[9]
- Comunità ebraica di Riva del Garda
- Comunità ebraica di Trento

#### Liguria
- Comunità ebraica di Arcola e Pitelli
- Comunità ebraica di Lerici

#### Friuli-Venezia Giulia[10]
- Comunità ebraica di Chiavris
- Comunità ebraica di Cividale del Friuli
- Comunità ebraica di Gradisca d'Isonzo
- Comunità ebraica di San Daniele del Friuli
- Comunità ebraica di San Vito
- Comunità ebraica di Spilimbergo

#### Emilia-Romagna[11]
- Comunità ebraica di Bertinoro
- Comunità ebraica di Busseto
- Comunità ebraica di Carpi
- Comunità ebraica di Cento
- Comunità ebraica di Cesena
- Comunità ebraica di Correggio
- Comunità ebraica di Cortemaggiore
- Comunità ebraica di Fidenza
- Comunità ebraica di Finale Emilia
- Comunità ebraica di Fiorenzuola d'Arda
- Comunità ebraica di Forlì
- Comunità ebraica di Guastalla
- Comunità ebraica di Lugo
- Comunità ebraica di Mirandola
- Comunità ebraica di Monticelli d'Ongina
- Comunità ebraica di Novellara
- Comunità ebraica di Pieve di Cento
- Comunità ebraica di Scandiano

### Italia centrale e Sardegna

#### Toscana[12]
- Comunità ebraica di Arezzo
- Comunità ebraica di Cortona
- Comunità ebraica di Monte San Savino
- Comunità ebraica di Pistoia
- Comunità ebraica di Sansepolcro
- Comunità ebraica di Santa Fiora
- Comunità ebraica di Sorano

#### Marche[13]
- Comunità ebraica di Ascoli Piceno
- Comunità ebraica di Cagli
- Comunità ebraica di Camerino
- Comunità ebraica di Fano
- Comunità ebraica di Macerata
- Comunità ebraica di Pesaro
- Comunità ebraica di Sant'Angelo in Vado

#### Umbria[14]
- Comunità ebraica di Acquasparta
- Comunità ebraica di Assisi
- Comunità ebraica di Amelia
- Comunità ebraica di Città di Castello
- Comunità ebraica di Foligno
- Comunità ebraica di Gubbio
- Comunità ebraica di Narni
- Comunità ebraica di Norcia
- Comunità ebraica di Orvieto
- Comunità ebraica di Perugia
- Comunità ebraica di Spoleto
- Comunità ebraica di Terni
- Comunità ebraica di Todi
- Comunità ebraica di Trevi

#### Lazio[15]
- Comunità ebraica di Alatri
- Comunità ebraica di Anagni
- Comunità ebraica di Anticoli (Fiuggi)
- Comunità ebraica di Ariccia
- Comunità ebraica di Campagnano
- Comunità ebraica di Cassino
- Comunità ebraica di Castelnuovo di Porto
- Comunità ebraica di Civitavecchia
- Comunità ebraica di Cori
- Comunità ebraica di Farfa
- Comunità ebraica di Ferentino
- Comunità ebraica di Fondi
- Comunità ebraica di Frascati
- Comunità ebraica di Frosinone
- Comunità ebraica di Gaeta
- Comunità ebraica di Genazzano
- Comunità ebraica di Montefiascone
- Comunità ebraica di Nepi
- Comunità ebraica di Orte
- Comunità ebraica di Ostia
- Comunità ebraica di Palestrina
- Comunità ebraica di Priverno-Piperno
- Comunità ebraica di Rieti
- Comunità ebraica di Ronciglione
- Comunità ebraica di Sacrofano
- Comunità ebraica di Segni
- Comunità ebraica di Sermoneta
- Comunità ebraica di Sezze
- Comunità ebraica di Sonnino
- Comunità ebraica di Tarquinia
- Comunità ebraica di Terracina
- Comunità ebraica di Tivoli
- Comunità ebraica di Tuscania
- Comunità ebraica di Velletri
- Comunità ebraica di Veroli
- Comunità ebraica di Viterbo
- Comunità ebraica di Vitorchiano

#### Abruzzo[16]
- Comunità ebraica di Aterno
- Comunità ebraica di Lanciano

#### Sardegna[17]
- Comunità ebraica di Alghero
- Comunità ebraica di Cagliari
- Comunità ebraica di Oristano
- Comunità ebraica di Sant'Antioco
- Comunità ebraica di Sassari

### Italia meridionale e Sicilia

#### Campania[18]
- Comunità ebraica di Ercolano
- Comunità ebraica di Nuceria
- Comunità ebraica di Pompei
- Comunità ebraica di Pozzuoli
- Comunità ebraica di Salerno

Dal IX secolo al 1541 fu presente anche la Comunità ebraica di Capua, che aveva un proprio ghetto nel centro storico, chiuso nel 1540, fino alla definitiva espulsione della comunità da Capua l'anno seguente.

#### Puglia[19]
- Comunità ebraica di Alberobello
- Comunità ebraica di Alessano
- Comunità ebraica di Altamura
- Comunità ebraica di Bari
- Comunità ebraica di Brindisi
- Comunità ebraica di Castellaneta
- Comunità ebraica di Copertino
- Comunità ebraica di Cursi (via Ghetto)
- Comunità ebraica di Galatina
- Comunità ebraica di Gallipoli
- Comunità ebraica di Grottaglie
- Comunità ebraica di Lecce
- Comunità ebraica di Manduria
- Comunità ebraica di Marittima
- Comunità ebraica di Martina Franca
- Comunità ebraica di Melpignano (via Catalana)
- Comunità ebraica di Nardò
- Comunità ebraica di Oria
- Comunità ebraica di Ostuni
- Comunità ebraica di Otranto
- Comunità ebraica di Polignano a Mare
- Comunità ebraica sefardita di Soleto (giudecca di via Rua Catalana)
- Comunità ebraica di Specchia
- Comunità ebraica di Sternatia
- Comunità ebraica di Taranto
- Comunità ebraica di Tricase

#### Basilicata[20]
- Comunità ebraica di Venosa

#### Calabria[21]
- Comunità ebraica di Bova Marina
- Comunità ebraica di Catanzaro
- Comunità ebraica di Castrovillari
- Comunità ebraica di Cosenza
- Comunità ebraica di Gerace
- Comunità ebraica di Gioia Tauro
- Comunità ebraica di Montaldo
- Comunità ebraica di Reggio Calabria
- Comunità ebraica di Rossano
- Comunità ebraica di Serrastretta
- Comunità ebraica di Tropea

#### Sicilia[22]
- Comunità ebraica di Agira
- Comunità ebraica di Agrigento
- Comunità ebraica di Bivona
- Comunità ebraica di Caltagirone
- Comunità ebraica di Catania
- Comunità ebraica di Erice
- Comunità ebraica di Marsala
- Comunità ebraica di Messina
- Comunità ebraica di Militello (in Val di Noto)
- Comunità ebraica di Mineo
- Comunità ebraica di Modica
- Comunità ebraica di Naro
- Comunità ebraica di Palermo
- Comunità ebraica di Pantelleria
- Comunità ebraica di Piazza Armerina
- Comunità ebraica di Savoca
- Comunità ebraica di Sciacca
- Comunità ebraica di Siracusa
- Comunità ebraica di Taormina
- Comunità ebraica di Trapani
- Comunità ebraica di Salemi